# Джон Кам'юка
Джон Кам'юка (11 січня 1989) — ботсванський плавець.
Учасник Олімпійських Ігор 2008 року.